# Ивица Момчиловић
Ивица Момчиловић (Бојник, СФРЈ, 7. октобар 1967) је бивши југословенски и српски фудбалер. Са Црвеном звездом је освојио Куп Европских шампиона 1991. године. Тренутно је помоћник тренера у Црвеној звезди, такође је био млађих категорија у Црвеној звезди.